# Монстрация

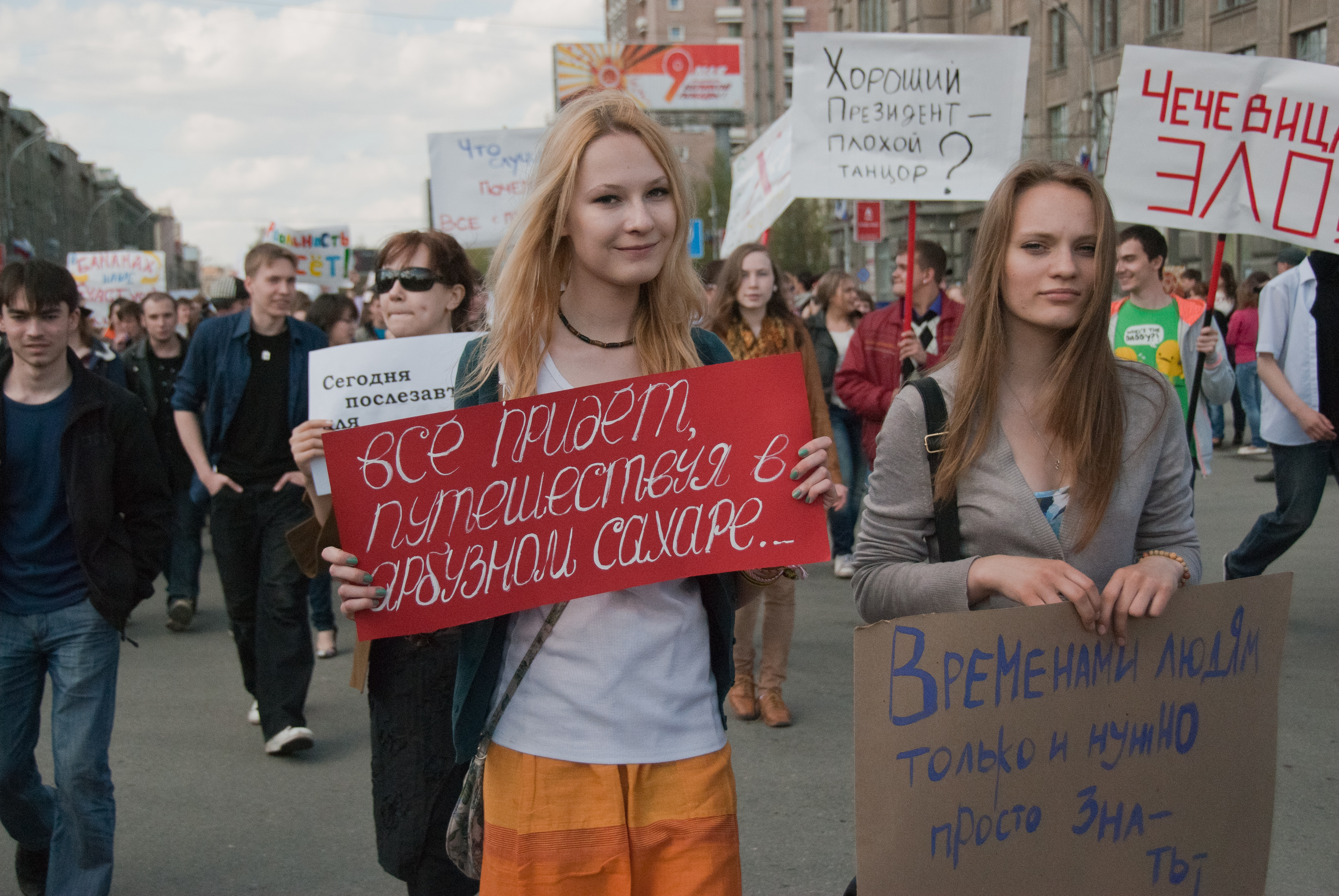
Монстрация в Новосибирске 1 мая 2011 года.

Монстра́ция (от слова демонстрация; также лат. monstratio — показывание) — массовая художественная акция в форме демонстрации с лозунгами и транспарантами, которые участники используют как основное средство коммуникации со зрителями, друг с другом, как средство самовыражения, как художественную технику, при помощи которой они осмысляют окружающую действительность.
По большей части содержание транспарантов выглядит предельно абсурдизированным и аполитичным, однако они имеют многозначность. Это действо не по сценарию, дата известна заранее (1 мая каждого года), автор обозначает лишь место и точное время начала, остальное — это импровизация участников действа. В связи с этим организаторы относят монстрацию не к флешмобу или перформансу, а к хэппенингам. Первая монстрация в Новосибирске состоялась в 2004 году и собрала около 80 человек, с тех пор проводится ежегодно. Об актуальности монстрации свидетельствует не только рост числа участников, но и появление подобных и одноимённых акций в других городах России (Москва, Санкт-Петербург, Екатеринбург, Пермь, Петрозаводск, Красноярск, Томск, Омск, Хабаровск, Ярославль, Тюмень, Кандалакша, Нижний Новгород, Орел, Пенза, Курск и др.) и в городах других стран (Рига, Кривой Рог, Кишинёв, Пекин, Паттайя).
Координатор Сибирского центра современного искусства (Новокузнецк) Сергей Самойленко оценил художественную значимость Монстрации следующим образом:

Монстрация как форма паблик-арта располагается в пространстве между художественной деятельностью, социальной активностью и политическим жестом. Подвергая сомнению и травестируя «серьёзные» политические демонстрации, Монстрация является отчётливым протестом против отсутствия публичной политики в стране, она не просто маркирует границы гражданских свобод, но и раздвигает эти границы, становясь школой солидарности, творческой активности и гражданской свободы.— Текст Сергея Самойленко для конкурса «Инновация-2010»
Несмотря на то, что монстрация начиналась с лозунгов, декларативно лишённых любого, в том числе и политического смысла, с самого начала существования акция привлекла внимание властей, которые регулярно задерживали и штрафовали участников акции или вовсе пытались запретить её проведение.
Каждая монстрация имеет главный лозунг, который обычно не раскрывается до дня проведения.

## История

### Предшественники монстрации
В различных странах монстрации, а также торжественные и театрализованные шествия, пришли как альтернатива и парафраз традиционных первомайских демонстраций (с их транспарантами и лозунгами, перед стоящими на трибунах первыми лицами власти), которые издавна в них проводились.
20 ноября 1995 года в Новосибирске прошло мероприятие «Лента Стебиуса», напоминавшее прошедшую через девять лет монстрацию. Новосибирские художники прошли тогда по центральной улице сибирской столицы с абсурдистскими лозунгами. По словам Ивана Дыркина, который вместе с Максимом Неродой организовал первую монстрацию в 2004 году, именно это событие подтолкнуло к организации монстрации.
1 апреля 1997 года в Барнауле прошла первоапрельская демонстрация Дураков. Около двухсот человек с плясками и песнями, в невероятных одеждах и с разрисованными лицами прошли по городу с лозунгами: «Демонстрация везде!», «Свободу прохожим!» и «Да здравствует Ура!». Организовывала шествие студенческая администрация социологического факультета АГУ.

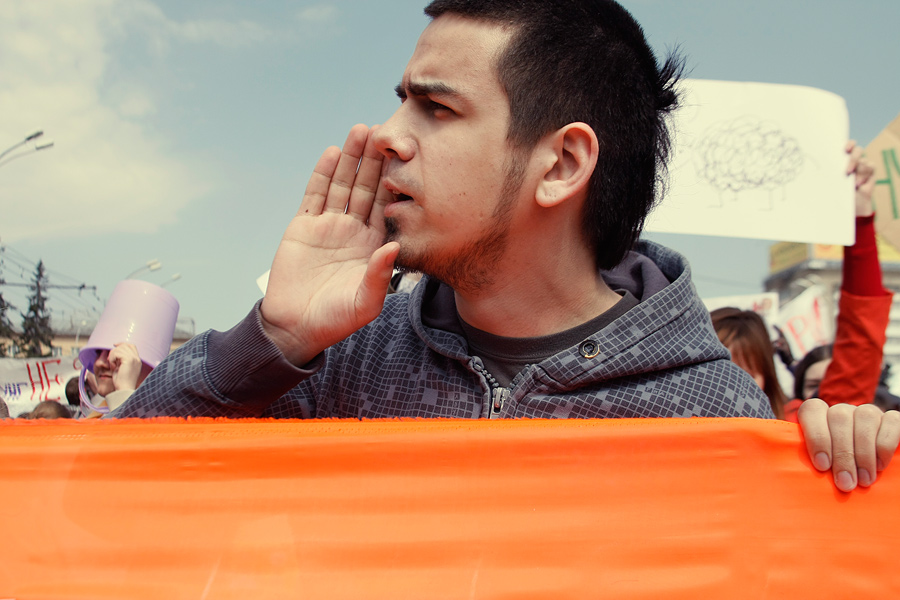
Артём Лоскутов на монстрации в Новосибирске, 2010 год

1 мая 2000 года[уточнить] «Творческое объединение „СВОИ2000“» организовало в Москве странное шествие, пристроившееся в хвост коммунистической демонстрации. Двести молодых людей со свистками, дудками и барабанами, наряженные в шутовские колпаки и экзотические халаты, прошествовали в сопровождении отряда танцоров, размахивающих цветными метелками для пыли. Лозунги были следующие: «Норки нараспашку!» и «Круто освоились!», другие лозунги же представляли собой просто яркие куски ткани в цветочек без каких-либо лозунгов. Также на одинаково красно-белых широких транспарантах демонстранты несли предложения своих услуг: «Сочинения. Рефераты», «Нелинейный монтаж. Видеосъёмка», «Уроки химии» и др. Вместе с демонстрантами шёл оркестр Пакава Ить, исполнявший энергичную живую музыку на фоне скандирования.
Одним из идейных вдохновителей монстраций является новосибирский художник Артём Лоскутов. Такое название он объяснял тем, что слово «демонстрация» из-за приставки «де» предполагает некоторый негатив, устранение, отрицание — как «деконструкция» или «деградация», поэтому, по предложению художника Ивана Дыркина, хэппенинг обрёл имя «Монстрация». Одним из прообразов для первой монстрации стала акция творческого объединения СВОИ2000 2000 года.

### Монстрации в Новосибирске

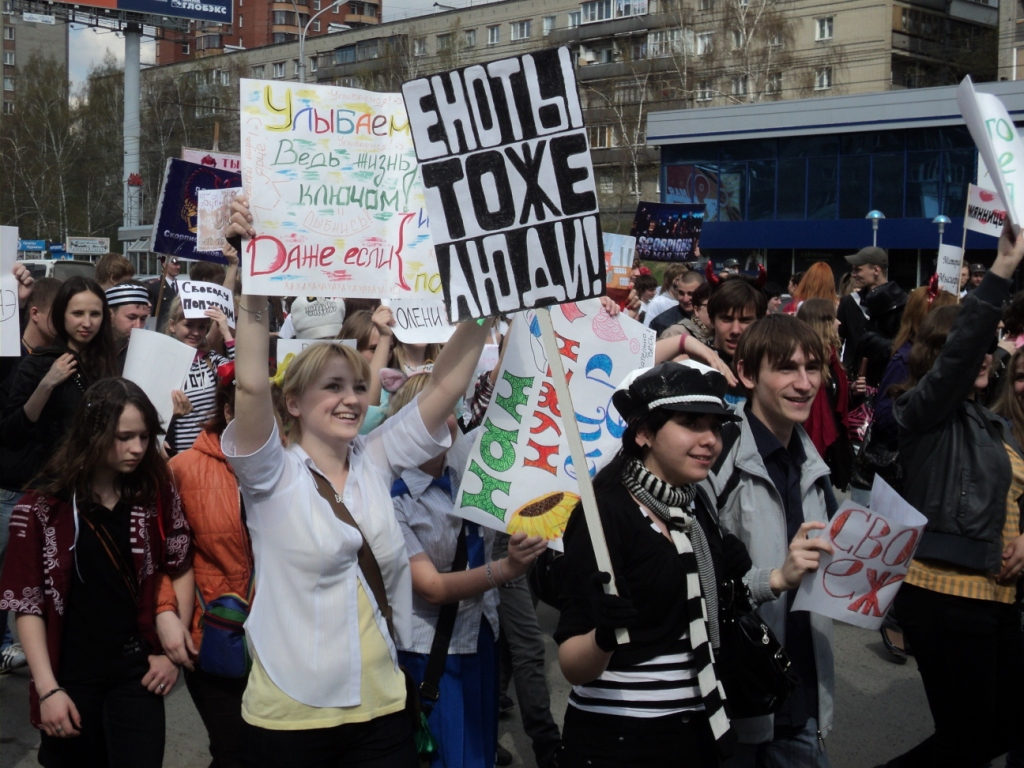
«Монстранты» с самодельными плакатами на Красном проспекте, 1 мая 2011 года

Первая монстрация в Новосибирске состоялась в 2004 году и собрала около 80 человек. Первая акция была инициирована арт-группой «CAT» («Contemporary art terrorism») и проведена вместе с художественным сообществом и творческой молодёжью.
До 2009 года участники новосибирских монстраций присоединялись к хвосту общей колонны первомайской демонстрации. Однако, с каждым годом число участников увеличивалось. Это привело к тому, что они шествовали уже отдельной колонной (в 2011, 2012 и 2013 годах число участников составляло уже порядка 4 тыс.).
В 2010 году пройти 1 мая по отдельному от других колонн маршруту монстрации на улицы вышли около 2 тыс. человек. По свидетельствам очевидцев мероприятий дня, их было почти втрое больше, чем в этот же день на мероприятиях КПРФ и «Единой России».
В 2011 году на монстрацию 1 мая вышло уже порядка 4 тыс. участников.
На монстрацию 2012 года было заявлено 6666 участников, а на 2013 год — 3492.
1 мая 2014 года монстрация вновь собрала около 4 тыс. участников.

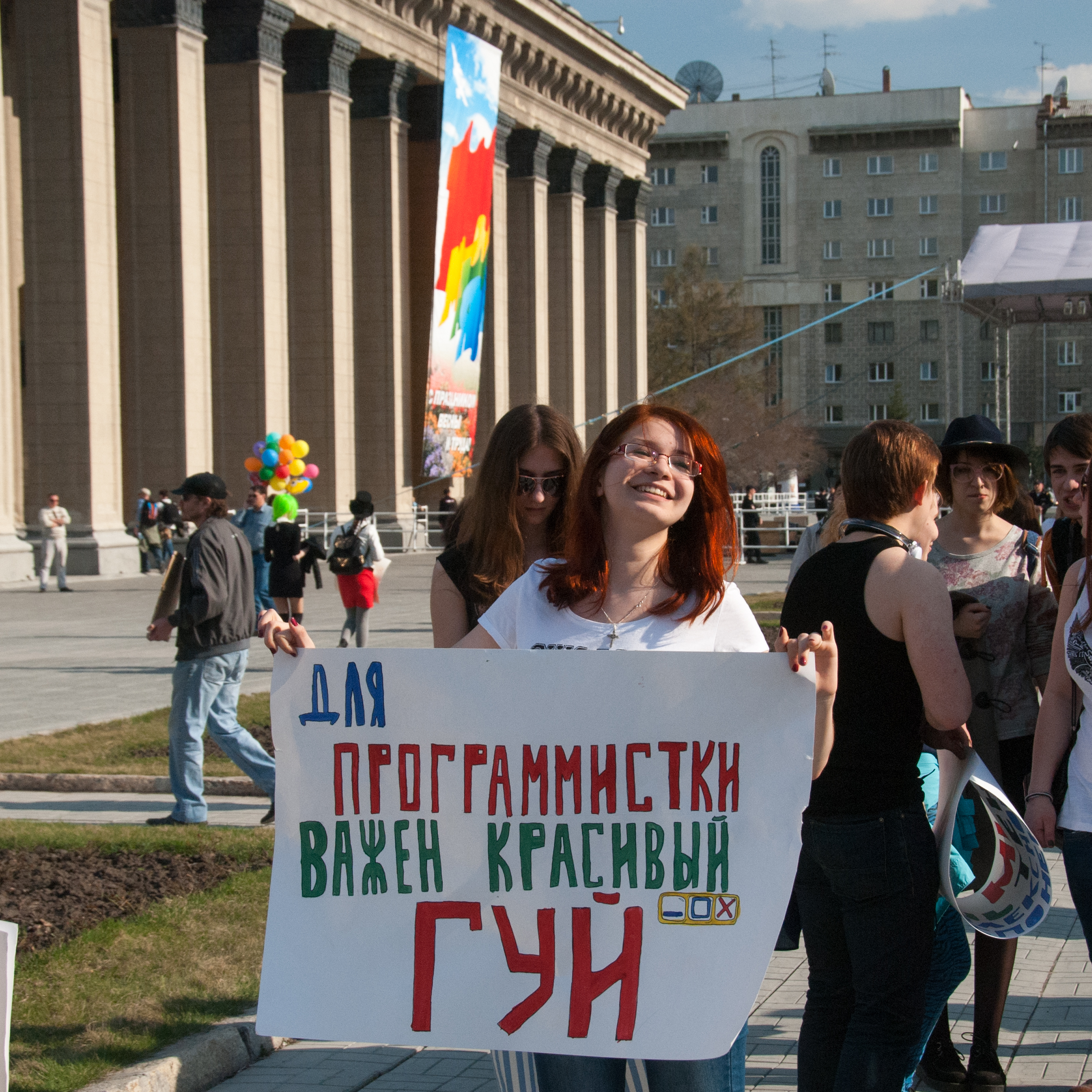
Для программистки важен красивый ГУЙ

Монстрация 2015 года в Новосибирске не была официально согласована с властями как отдельное шествие. В апреле после двух неудачных попыток согласовать акцию с мэрией Новосибирска на приемлемых условиях (мэрия даже пыталась отправить шествие к несуществующему памятнику) Артём Лоскутов сложил с себя полномочия организатора и предложил желающим присоединиться к общегородской демонстрации, сбор которой был объявлен 1 мая в 10:00 на площади Калинина.
По регламенту общегородская демонстрация должна была выйти с площади Калинина и пройти до площади Ленина. Мэр города пригласил всех новосибирцев посетить мероприятие.
Также за некоторое время до акции инициативная группа пригласила мэра Новосибирска Анатолия Локтя принять участие в монстрации. На Change.org была опубликована соответствующая петиция. В эфире одного из телеканалов Локоть пообещал прийти, если под петицией подпишется 5000 человек. Петиция набрала больше голосов, чем требовалось. В свою очередь мэрия продвигала альтернативное мероприятие — «Всешествие» 1 мая.
1 мая монстрация прошла под лозунгом «Господи, прости». Полиция не допустила монстрантов к общегородской колонне. Вечером того же дня Артём Лоскутов был задержан сотрудниками «центра „Э“».
1 марта 2016 года городским властям было направлено уведомление о культурно-массовой акции, а 15 апреля — о демонстрации.
При этом Артем Лоскутов был исключён из числа организаторов акции, это связано с поражением его в правах (из-за прошлогоднего ареста и штрафа) и связанной с этим невозможностью выступать организатором мероприятий. Сам Лоскутов выразил уверенность в том, что монстрация в Новосибирске состоится, несмотря на нежелание городских властей её согласовывать.
На 1 мая 2016 года пришлась православная Пасха. С требованием запретить монстрацию выступили и православные активисты, даже написав об этом письмо мэру (как там написано: «Монстрация позорит Новосибирск и всю страну, так как это высвобождение низменных человеческих качеств и пороков»).
Комментировать заявления православных активистов был вынужден даже губернатор Новосибирской области Владимир Городецкий, который пытался примирить все стороны конфликта.
Монстрация 2016 года прошла под лозунгом «Здесь вам не Москва». Её маршрут был согласован с городскими властями. Никаких провокаций и нарушений во время шествия зафиксировано не было, однако спустя несколько часов после окончания монстрации Артем Лоскутов был задержан полицией.
В последующие годы задержаний уже не было.
В 2019 г. монстрации прошли в 30 городах.
В 2020 году из-за пандемии коронавируса Монстрация проводилась онлайн.
В 2021 году уличное шествие монстрантов вновь не состоялось.
В 2022 году мероприятие вновь не было согласовано в связи с коронавирусными ограничениями.
В 2023 году мероприятие снова было отменено мэрией Новосибирска. Вице-мэр города Анна Терешкова сообщила, что отказ от проведения традиционных первомайских шествий связан «с устной рекомендацией» (без уточнения источника). По мнению организаторов отмена связана с российским вторжением на Украину.

## Монстрация в других городах

### Барнаул
Первая монстрация в Барнауле прошла 1 мая 2019 года.

### Белгород
В 2019 году в Белгороде впервые подали заявку на проведение монстрации.

### Владивосток
В 2010 году прошла первая монстрация во Владивостоке. Небольшая группа монстрантов (около 50 человек) примкнула к шествию КПРФ, с которыми была ранее достигнута договорённость о их участии в шествии. Были замечены плакаты «Даже среди овощей есть Чипполино», «Ломай комедию», «Хватит жрать!», «Меня воспитал телепузик» и др. Один из участников нёс в руках портрет Чарли Мэнсона, у другого был празднично раскрашенный коллаж с надписями «Make love, not work!», «We are flowers». Многие были с воздушными шариками, во время движения монстранты под убитую гитару хором пели песни «Гражданской обороны», Летова, Селиванова.

### Волгоград
В Волгограде монстрация проходит с 2016 года
В 2017 году в она собрала более 50 человек..
В 2018 году пришло уже около ста человек; главный лозунг Монстрации-2018 гласил: «Раиса, ты пьяна».

### Вологда
В Вологде первая монстрация была в 2018 году.

### Екатеринбург
Монстрация в Екатеринбурге проходит с 2013 года.
В 2017 году в проведении монстрации было отказано.
В 2018 и 2019 годах монстрация была согласована, но место ее проведения чиновники перенесли на окраину города.
В 2020 году монстрация в Екатеринбурге проводилась в формате online в связи с коронавирусными ограничениями.
В 2021 году мероприятие вновь не состоялось.

### Иркутск
Первая монстрация в Иркутске прошла 1 мая 2018 года и собрала около 40 участников

### Красноярск

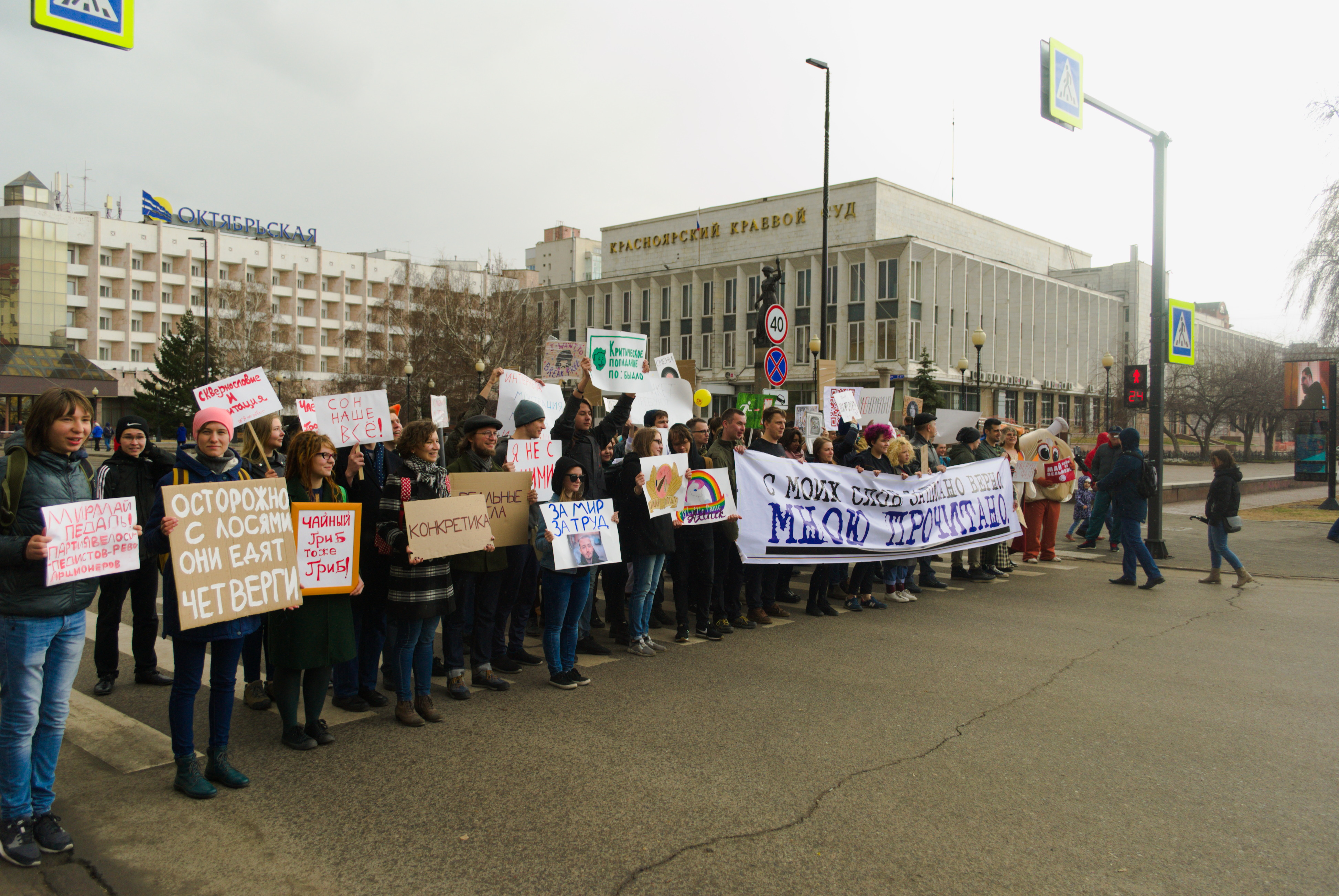
Монстрация 2019 в Красноярске

В Красноярске монстрация проходит с 2010 года.

В 2017 году вместо главного лозунга были изображения ковров, которые участники буквально выбивали вениками.

В 2018 году главным лозунгом стал «Этот лозунг не стоит бумаги, на которой он написан»

В 2019 году полиция проверяла плакаты участников монстрации перед входом на площадь. Так не был допущен плакат «Он нам не царь, он нам бог!». Затем, один из сотрудников счёл, что монстрация не была согласована и собирался не допускать монстрантов до шествия. Однако, в итоге шествие состоялось.
Главный лозунг красноярской монстрации 2019 — «С моих слов записано верно. Мною прочитано».

### Курск
Первая монстрация в Курске состоялась 1 мая 2014 года. В акции приняли участие более 30 человек. Главным лозунгом первой курской монстрации стал «За права бабочек в животе».

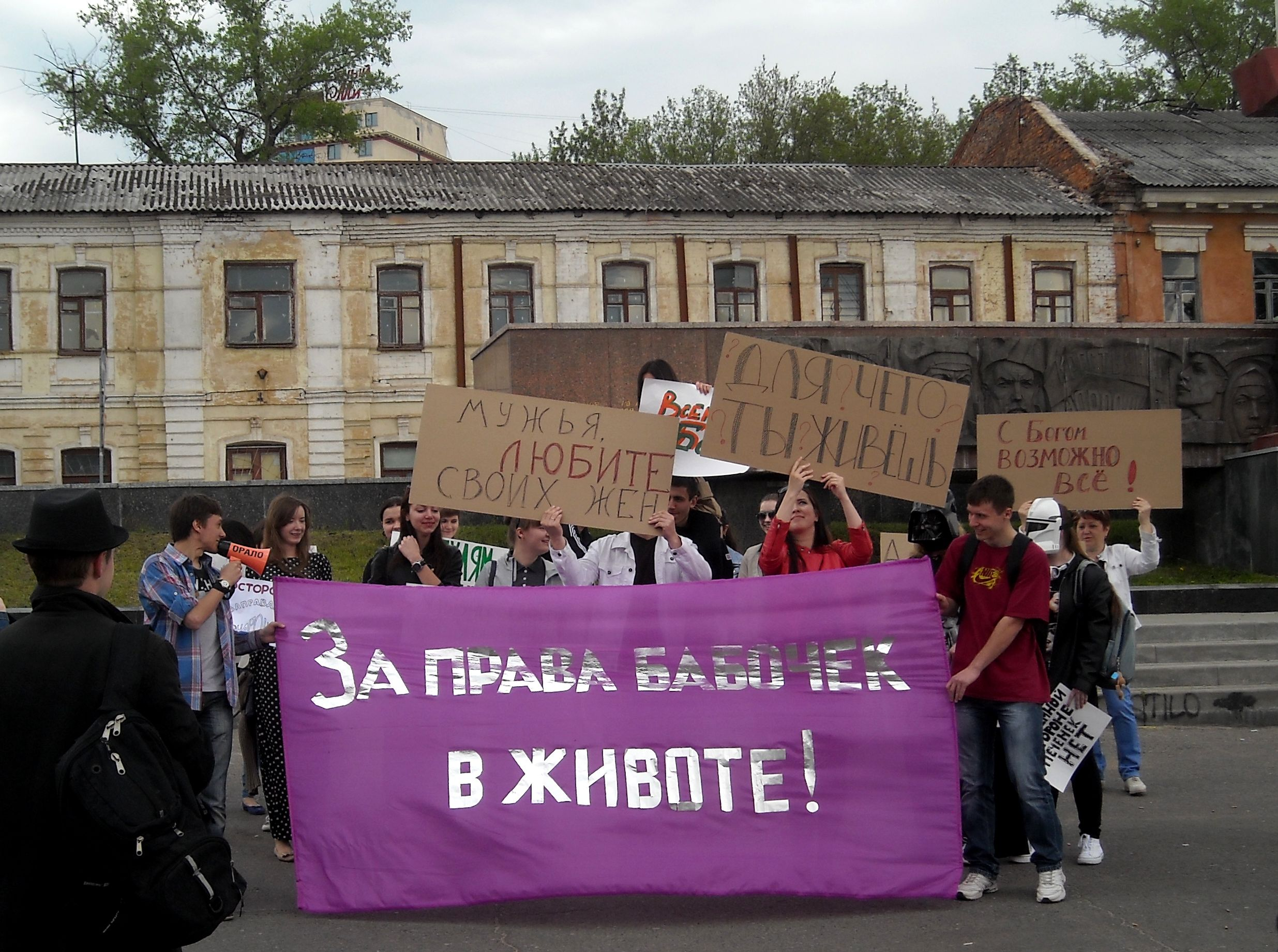
Монстрация 2014 в Курске. «За права бабочек в животе!»
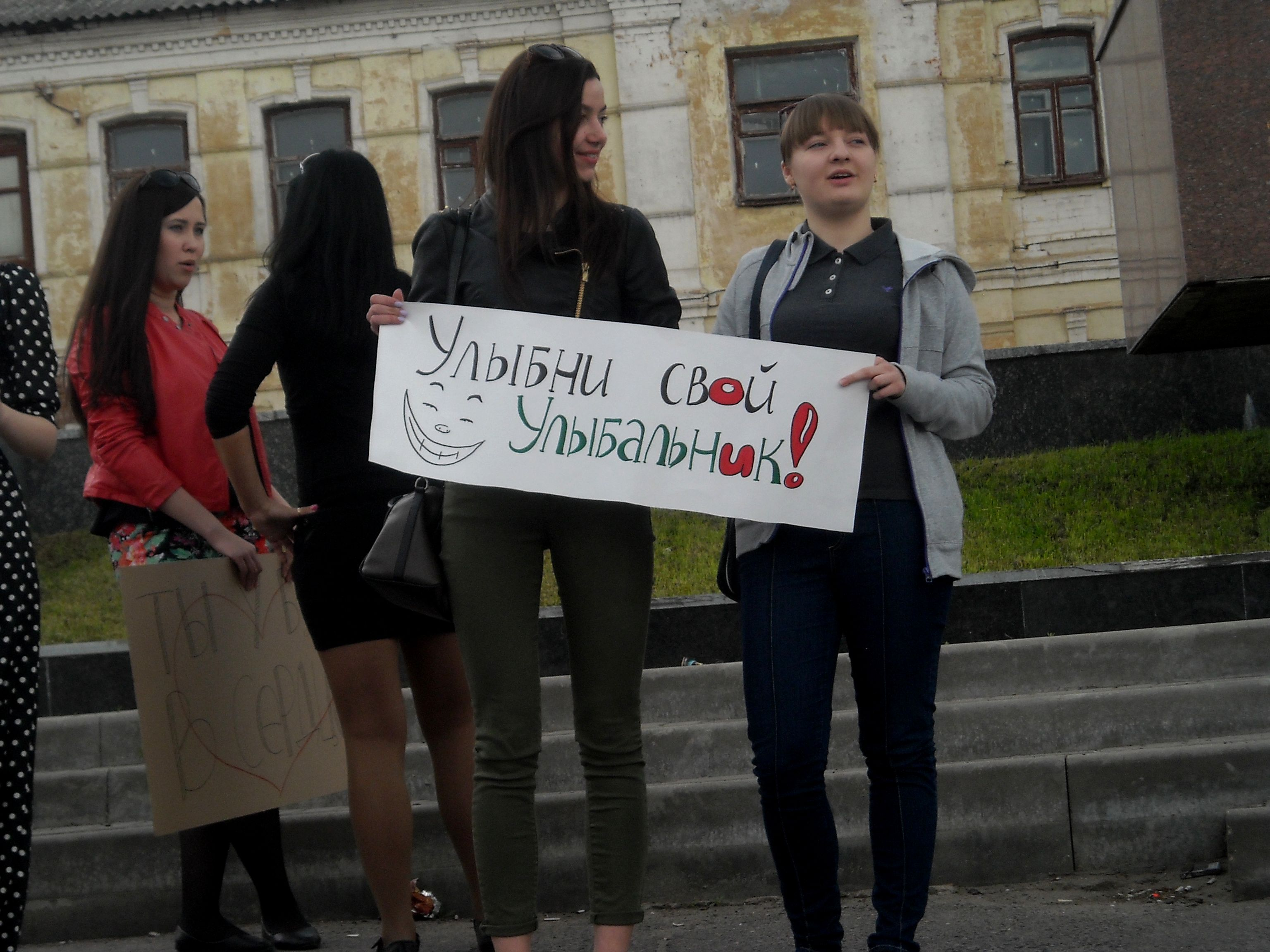
Монстрация 2014 в Курске. «Улыбни свой улыбальник!»
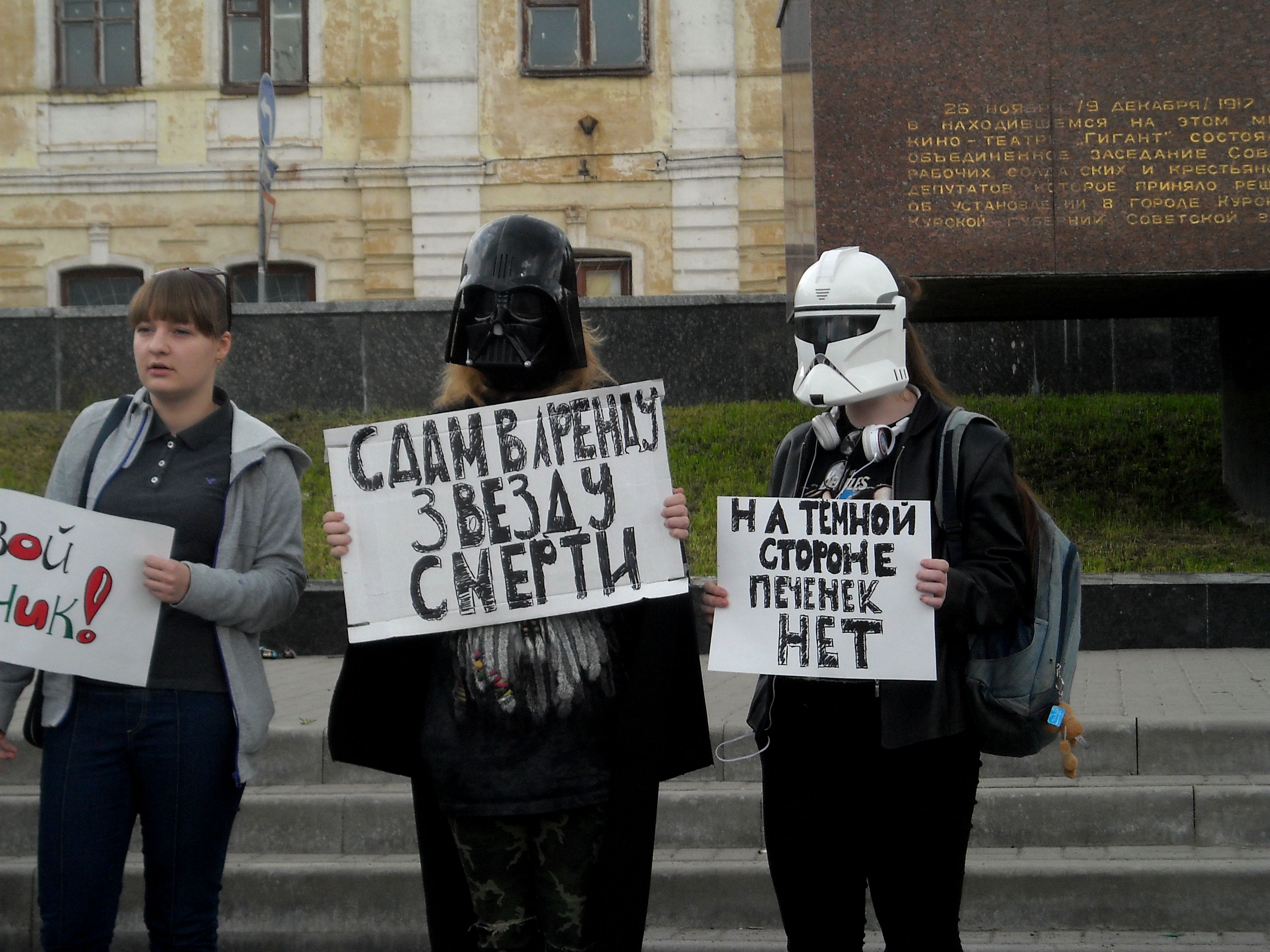
Монстрация 2014 в Курске. «На тёмной стороне печенек нет»
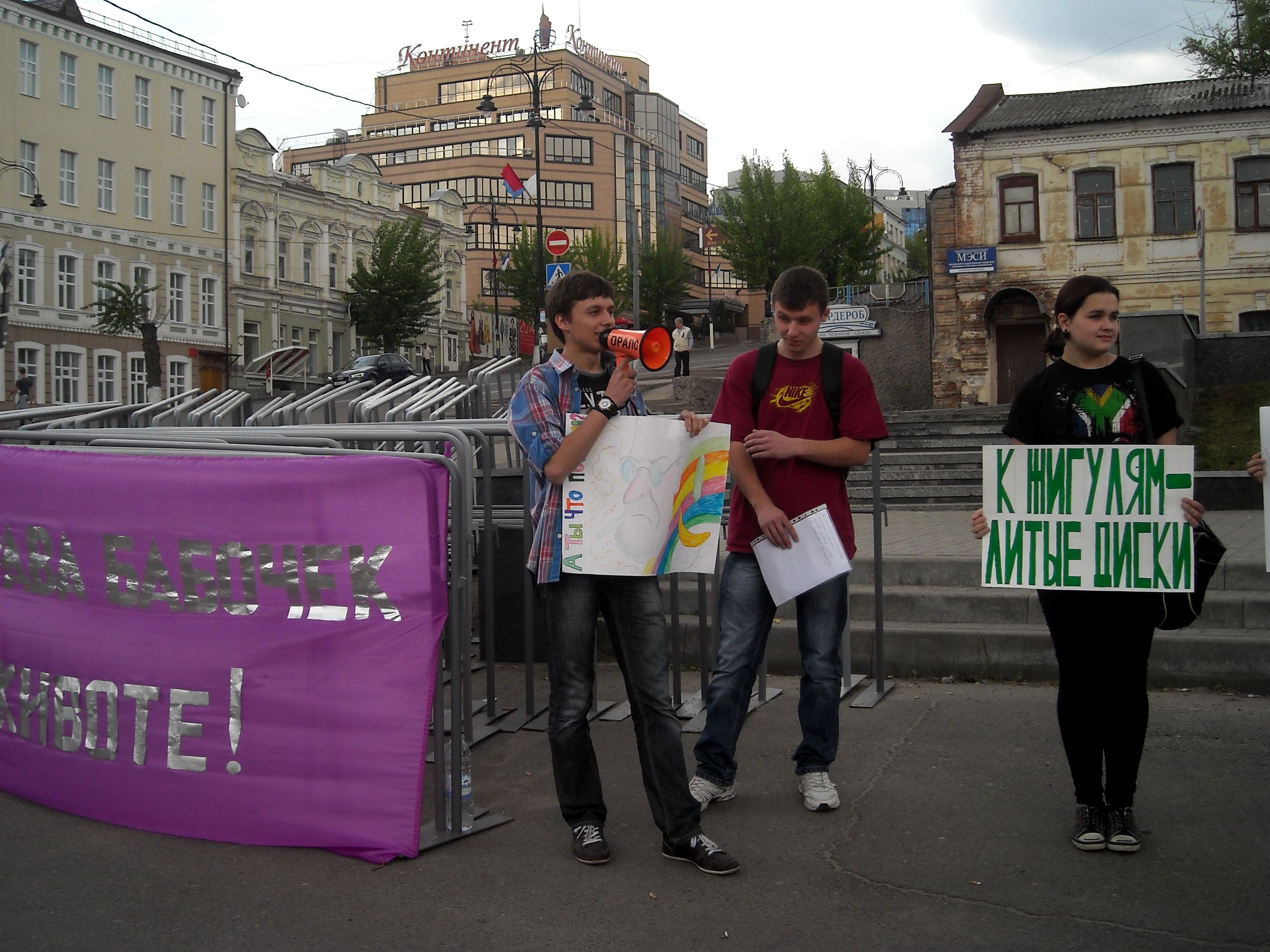
Монстрация 2014 в Курске. «Жигулям литые диски!»

В 2015 году главный лозунг курской Монстрации — «Мы не смотрели 50 оттенков». Шествие прошло от Дома Офицеров до цирковой площади, где и проходил хэппенинг. Участники станцевали под трек «What does the fox say» и выбрали лучший плакат, победителю вручали плюшевого пингвина. Неизвестно, считают ли в администрации Курска эту акцию политической (каковой она, конечно, не является), но и тут не обошлось без правоохранительных органов в гражданском — шествие фотографировалось, а лозунги с плакатов аккуратно переписывались в блокнот. Курские журналисты, работавшие на мероприятии, так саркастически замечают в своей публикации:
The Seym Post надеется, что во фразе «Будь смелым — живи в России» экстремизма обнаружено не будет.
Прохожие положительно реагировали на монстрацию — не было никакого негатива, люди улыбались и смеялись, дети подбегали, радуясь костюмированному действу.

### Москва

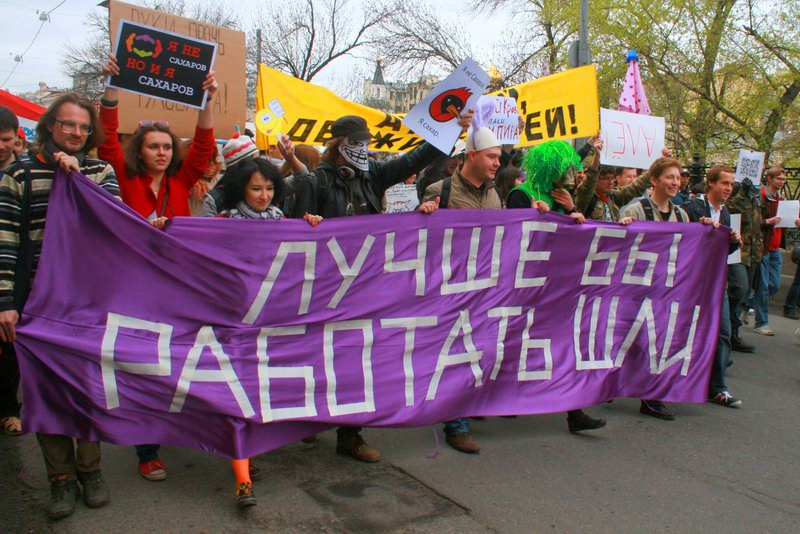
Монстрация в Москве 1 мая 2011 года.

Первая монстрация в Москве состоялась 30 апреля 2010 г. Около 100 человек прошли шествием по набережной Тараса Шевченко. Участники несли транспаранты и плакаты абсурдного и/или концептуального содержания: «Будь, маразм!», «Олени даже подумать не могут», «Ничего на свете больше нету», «Мы за всё», «Сингулярность в каждый дом!», «Не болтай языком — болтай ногами!», «Ломай комедию!», «Осторожно, люди!», «Пейчаль», «Остановите Землю — сойду!» — и скандировали «Чунга-чанга», «Крокодил, крокодю и буду крокодить». Проходя мимо милиционеров молодые люди хором с ними здоровались. В мероприятии 1 мая 2011 приняло участие около 200 человек.

### Нижний Новгород
В Нижнем Новгороде монстрация проходит с 2016 года.
В 2018 году акцию не согласовали, а участников не пустили на общегородское торжество и запретили им раскрывать плакаты.

### Омск
В Омске монстрация проходит с 2010 года

### Пенза
В Пензе монстрация проходит по центральной улице города с 2016 года. Инициаторами акции стали активисты ЛКСМ,а сама колонна проходит в составе первомайского шествия КПРФ.. «Монстрация — это праздник юмора и свободы», — говорил пресс-секретарь группы монстрантов Александр Рогожкин. Отличительной чертой пензенской монстрации является флаг Ямайки, который поднимается на каждой акции.
Некоторые лозунги и кричалки активистов отсылают к левой повестке («Отобрать и не делить», перевёрнутый баннер «Система», «Наши банкиры будут на Нибиру») и местным топографическим наименованиям. Впрочем, аполитичная основа мероприятия сохраняется, а отсылки используются только ради юмора. Основная часть плакатов не имеет социальной повестки: «Сложный прикол!», «Весна неизбежна», «Хочу в Хогвартс!».

### Пермь
Первая монстрация в Перми состоялась 1 мая 2010 года. Около 80 человек прошли отдельной колонной в общем первомайском шествии. Участники монстрации несли транспаранты и лозунги абсурдистского содержания: «Горшочек, не вари!», «Волосы — лучшее лекарство», «Спасибо, кэп», «Губа не дура», — и скандировали «Песенку Мамонтенка», «Чунга-чанга», свой лозунг «Горшочек, не вари!», позднее — всё, что видели на своем пути, то есть «Центральный универмаг», «Горячие пирожки» и прочее. Проходя мимо администрации города, участники кричали: «Ура!»

### Самара
Единственная монстрация в Самаре прошла в 2011 году. Участие приняли около 20 человек.

### Санкт-Петербург
В северной столице первая в истории города монстрация была запланирована на 30 апреля 2010 года. Однако Комитет по вопросам законности, правопорядка и безопасности Администрации Санкт-Петербурга, куда обратилась инициативная группа граждан с уведомлением о проведении мероприятия, отказался согласовывать предложенные маршруты и фактически поставил мероприятие вне закона. Тем не менее, 30 апреля монстранты провели мероприятие — но в форме Похорон питерской монстрации. Они сопроводили торжество минутой мычания и погребально-огребальной процессией с траурными венками и гремящими консервными банками в районе крейсера «Аврора». Милиция пыталась препятствовать и даже раздеть активистов, но задержанных не было.

### Симферополь
1 мая 2014 года монстрация прошла в Симферополе. Симферопольцы шагали с аполитичными лозунгами «Гречка», «Классная погода» и т. п. Впереди процессии несли большой плакат, на котором было написано «Мы идём за вами!». Простые горожане, не разобравшись в том, какую цель преследует «демонстрация», встретили её крайне негативно.

### Тверь
В Твери первая монстрация прошла в 2018 году. Шествие проходило по тверской пешеходной улице Трехсвятская и собрала порядка 30 участников с плакатами. В 2019 году шествие прошло по набережной реки Волги от Речного вокзала до городского пляжа и собрало около 50 участников с плакатами. Оба раза монстрации были официально согласованы с администрацией города Твери.

### Томск
2018
В 2018 году прошла первая монстрация в Томске. Комитет общественной безопасности города Томска отклонил уведомление, не предоставив альтернативного времени и площадки. Организаторы томской монстрации обратились в суд. По итогам заседания Советский районный суд города Томска обязал властей предоставить место и время. Так, первая томская монстрация прошла на окраине города в промзоне (сквер на улице Высоцкого). Заглавным лозунгом был следующий текст: «НА ДУШЕ ТОмСКА».
Что касается количества участников, их было около 60. К монстрации присоединилось томское отделение Партии Мёртвых. Также на Монстрации была активистка, которая собирала подписи за то, чтобы центральной улицей города сделать улицу Высоцкого, так как именно на неё переносят мероприятия, инициированные гражданами.
2019

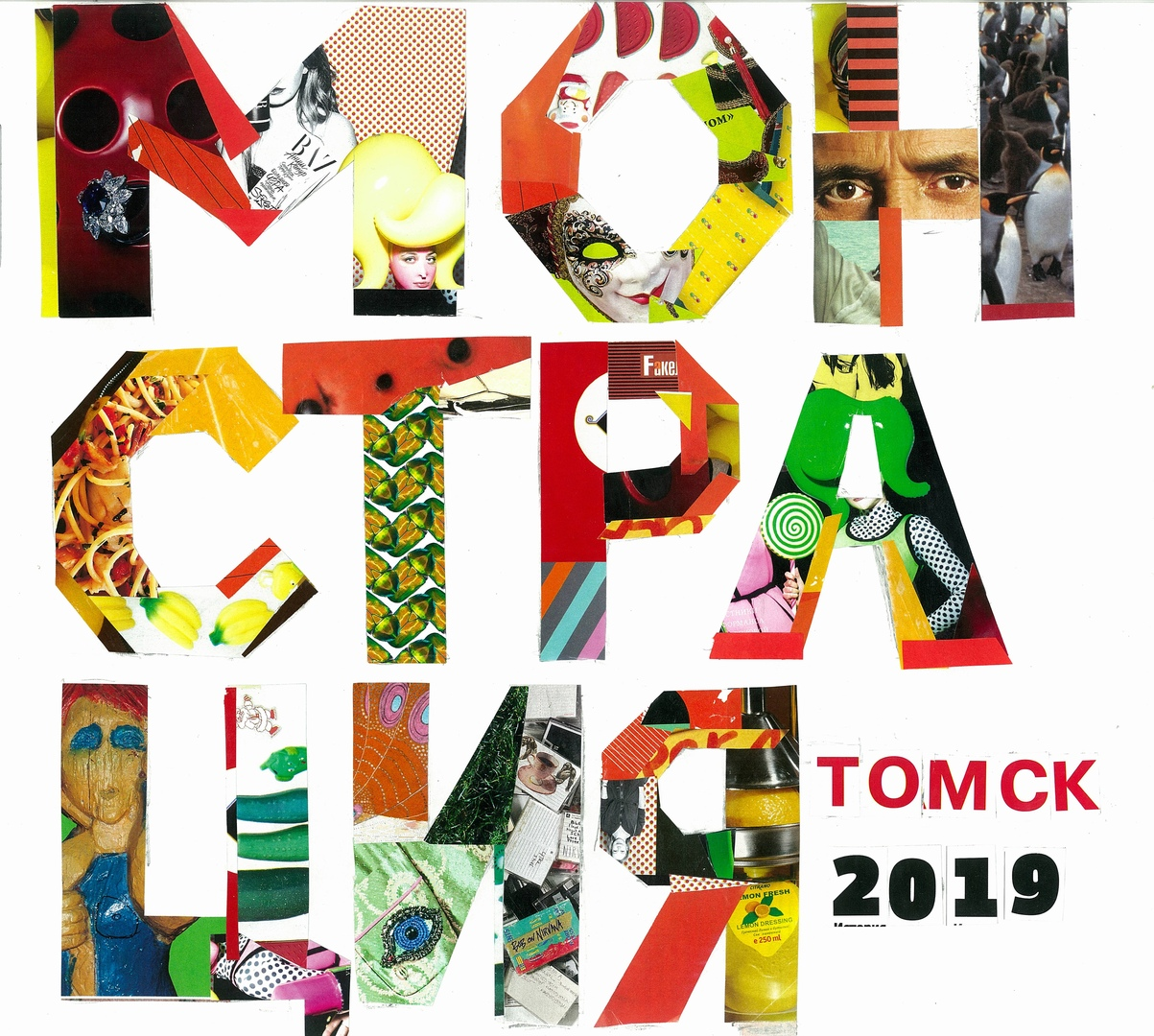
Логотип томской Монстрации 2019

Организаторы в течение двух недель до мероприятия предложили два маршрута:
1. Сквер им. Ворошилова, однако мэр города Иван Кляйн возразил: сквер последнего ушедшего героя Ворошилова — не место для монстрации. Так или иначе, мэр призвал Комитет общественной безопасности связаться с организаторами и изменить место проведения мероприятия[81].
2. Одна из старейших улиц Томска — улица Бакунина — именно на ней в итоге и прошла монстрация.

Заглавным лозунгом акции была фраза: «Я ЛЮБЛЮ ТОМск-ЯМ!» (игра слов на основе принятия Томска в ямах и веяний азиатской кухни). Во второй раз пришло по разным подсчётам от 100 до 160 человек.
Спустя некоторое время — 11 мая — прошла первая пост-монстративная выставка «С учёТОМ СКидки», где были выставлены плакаты с акции 2019 года и растяжка с 2018 (идея подобной выставки принадлежит новосибирским коллегам). Действо происходило в томском культурном пространстве ars «Котельная», где также прошёл условный баттл плакатов с постоянными участниками выставочного пространства. Погода не располагала к посещению, но на выставку в течение дня пришло около 60 человек.

### Тула
В Туле, первая монстрация прошла 1 мая 2018 года по улице Токарева (создатель известного пистолета ТТ), до места, которое определено Администрацией г. Тула как «приспособленное для коллективного обсуждения общественно значимых вопросов и выражения общественных настроений, а также для массового присутствия граждан для публичного выражения общественного мнения по поводу актуальных проблем преимущественно общественно-политического характера места». Общим лозунгом монстрации был лозунг «Город ружье — мы твои пули!». Так же в уведомлении, которое было подано на проведение монстрации были прописаны следующие лозунги: «Боярышник — НАШ», «ЦПЭ — Центр Профилактики Экзорцизма», «Да здравствует Иван Сусанин! Первый, кто увел протест в лес!», «Изолента спасет мир», «меня здесь нет». Также присоединившиеся левые активисты пронесли лозунг «Россия будет свободна!». В конце на митинге, после шествия, лучшим лозунгом монстрации признан плакат «Кулёк Озимой» — аллюзия на принятые в 2018 году законы, получившие кодовое название «пакет Яровой». Шествие из 27 человек сопровождали 4 (четыре) автомобиля ДПС, а «также внушительная техника видео-фиксации каждого шага монстрантов.»

### Хабаровск
Монстрация ежегодно проходит в Хабаровске с 2010 года.
В 2014 году в акции приняли участи 600 человек.
В 2018 году монстрация прошла под лозунгом «Как тебе такое, Илон Маск». Мероприятие собрало около 500 участников.

### Ярославль
Монстрации проходят в Ярославле ежегодно, начиная с 2013 года, собирая примерно 300—400 человек. Все шествия были согласованы с местной мэрией. Первая монстрация прошла под лозунгом «Монстрация за мократию», вторая — под лозунгом «Вы! Мы! Ты!», третья — «Ходют тут всякие», четвёртая — «Шалтай! Болтай!», пятая — «Понаехали!», шестая — «Прокси, Господи».

## Подражание
8 марта 2019 года в нескольких городах прошли акции в формате шествия с лозунгами. Организаторы, Молодая Гвардия Единой России, в пресс-релизах назвали акцию монстрацией. Было заявлено, что «монстрация на 8 марта» — это выход на новый уровень. Лозунги были определены заранее.

Артём Лоскутов, организатор новосибирской монстрации, раскритиковал подобную практику.

Когда это называют монстрацией — а они называют, в каждой новости и в каждом отчёте — и по Первому каналу это транслируется, и по «России», это использование названия чужого, да. Этот унылый комсомол, который, я думал, уже лет десять как похоронили, как-то очень по-своему ограниченно понял монстрацию как «шествие с шутливыми плакатами» и делает вид, что теперь проводит по 10 монстраций по стране именно он. И не 1 мая, а 8 марта. И не потому, что это способ высказаться для участников, а потому что «бабам цветы»— Интервью Артёма Лоскутова для НГС
13 марта 2019 года был опубликован пресс-релиз о проведении «Крымской Монстрации» в Барнауле. Акция будет посвящена пятой годовщине присоединения Крыма и Севастополя с Россией.
Для акции подготовлен список рекомендованных лозунгов, а остальные следует согласовывать с организаторами.

14 марта из пресс-релиза было убрано слово «монстрация», а глава регионального отделения МГЕР заявил, что их акция по форме похожа на монстрацию, но они не планировали захватывать это название.
Основные отличия настоящей монстрации от поддельной:
1. На настоящую монстрацию люди приходят со своими плакатами. На поддельной их выдают.
2. Настоящая монстрация не требует от участников согласовывать явку и содержание лозунгов.
3. Настоящая монстрация проходит не в поддержку властей.
4. На настоящей монстрации нет рекламы.
5. Настоящая монстрация проходит 1 мая.